# Teorema di Coase
Il teorema di Coase è un tentativo di dimostrare come, attraverso il mercato, si possa giungere a un'efficienza, intesa come somma netta del benessere sociale (un succedaneo più facile da misurare rispetto alla felicità) superiore rispetto a quella che si può ottenere con l'intervento dello Stato o di altre regolamentazioni. Su queste basi è stato stipulato, ad esempio, il Protocollo di Kyoto.
Il teorema è frutto degli studi di Ronald Coase, che lo pubblicò nel 1960 nell'articolo The Problem of Social Cost e che gli valse il premio Nobel per l'economia nel 1991.

## Illustrazione del teorema
In modo più preciso, l'enunciato di Coase afferma che se i costi di negoziazione e transazione sono nulli, la contrattazione tra agenti economici porterà a soluzioni efficienti da un punto di vista sociale (dette Pareto-efficienti) anche in presenza di esternalità e a prescindere da chi detenga inizialmente i diritti legali.
Una formulazione equivalente afferma che, in assenza di costi di transazione, tutti i modi in cui un governo può allocare inizialmente delle proprietà sono ugualmente efficienti, perché le parti interessate contratteranno privatamente per correggere ogni esternalità.
Come corollario, l'enunciato implica che, in presenza di costi di transazione, un governo può minimizzare le inefficienze allocando inizialmente le proprietà alla parte a cui assegna maggiore utilità. Si noti che, quando si parla di proprietà, si intende la proprietà privata, composta cioè di beni appropriabili: tale teorema non è perciò applicabile alla proprietà pubblica.
Originariamente, nel contesto della regolamentazione dell'assegnazione delle frequenze radio, Coase propose nel 1959 che, finché i diritti di proprietà sulle frequenze sono ben definiti, non ha importanza se all'inizio alcune stazioni radio adiacenti interferiscono reciprocamente trasmettendo nella stessa banda di frequenza: la stazione delle due in grado di trarre maggiore vantaggio economico è incentivata a pagare l'altra stazione perché non interferisca con le proprie emissioni. Se non ci sono costi in questa transazione (ad esempio, tasse), entrambe le stazioni raggiungeranno un compromesso mutuamente vantaggioso a prescindere da chi detiene inizialmente il diritto di trasmettere. L'argomentazione principale di Coase, chiarita nel citato articolo del 1960, è che i costi di transazione non possono essere ignorati e, quindi, l'allocazione dei diritti di proprietà iniziale ha importanza in presenza di effetti collaterali o esternalità. Nel 1966 George Stigler riassunse la soluzione per il problema delle esternalità in assenza di costi di transazione in termini di costi privati e costi sociali e, per primo, chiamò l'enunciato di Coase con l'appellativo di "teorema".

## Esempio
Per illustrare l'idea di Coase, si consideri che il diritto di proprietà su di un lago venga inizialmente assegnato a una fabbrica che trova economicamente conveniente inquinarlo.
La fabbrica dovrà confrontare i benefici che derivano dall'inquinamento Bi con il costo opportunità dell'inquinamento, dove il costo Cf è rappresentato dalla rinuncia a ciò che sarebbero disposti a pagare per la conservazione, ad esempio, gli abitanti dei dintorni, allo scopo di poter disporre del lago per praticare sport.
A sua volta, Cf dipenderà dai benefici ottenuti dall'uso ricreativo Bc, quindi
Cf = k·Bc
Se
Cf > Bi,
allora i proprietari della fabbrica troveranno conveniente rinunciare a inquinare e cedere il diritto di proprietà o il diritto d'uso agli abitanti del luogo. Con questa transazione emerge un uso efficiente della risorsa.
Se, viceversa, il diritto di proprietà o d'uso venisse inizialmente assegnato agli abitanti del luogo per l'uso sportivo, essi dovranno confrontare i benefici Bc con il costo/opportunità della conservazione; in questo caso, il costo Ca è rappresentato da quanto sarebbe disposta a pagare la fabbrica per poter inquinare
Ca = k·Bi.
Se
Ca < Bc,
cioè se la fabbrica è disposta a pagare meno del beneficio degli abitanti del luogo, questo non verrà inquinato.
Se, invece,
Ca > Bc,
cioè l'inquinamento procura alla fabbrica un beneficio che è disposta a pagare più della conservazione, gli abitanti del luogo cederanno il diritto di proprietà o d'uso.
In ogni caso, dall'assegnazione iniziale del diritto di proprietà nascerà un mercato dal quale emergerà il valore economico dei due usi alternativi del lago.
Viceversa, in mancanza di un'assegnazione del diritto di proprietà non è assicurato un uso efficiente della risorsa. Infatti, il lago potrebbe venire inquinato nonostante l'inquinamento produca un danno, quantificato dall'impossibilità di praticare sport, superiore ai benefici procurati dall'inquinamento.

## Critiche e limiti del teorema
Tra i limiti e i motivi tecnici di critica all'enunciazione di Coase, vi sono:
- l'assunzione di un rapporto lineare tra i costi e i benefici (evidenziati dal parametro k),
- l'impraticabilità dell'applicazione quando sono coinvolti più di due soggetti,
- l'impossibilità di eliminare in qualunque caso i costi di transazione.

L'obiezione di maggior importanza risiede però nell'osservazione che in presenza di impatti negativi o positivi nei confronti di altri agenti economici (esternalità), tali soggetti non sono "scoraggiati" o "incoraggiati" ad intervenire nel mercato perché il soggetto la cui attività produce gli effetti esterni non riceve alcun compenso dal loro intervento. Non esistono, cioè, prezzi di mercato capaci di regolare le esternalità. La questione viene affrontata dall'imposta pigouviana.
Dal punto di vista etico e politico, il teorema fa molto discutere perché, in pratica, sostiene che l'intervento dello stato per trovare una soluzione efficiente da un punto di vista sociale alle esternalità (come ad esempio l'inquinamento) sarà sempre fallimentare e che il mercato, se lasciato libero, sia da solo in grado di risolvere questi problemi semplicemente contrattando l'esternalità come un bene qualsiasi secondo la legge della domanda e dell'offerta, purché i diritti di proprietà siano ben definiti e quindi sia possibile creare un normalissimo mercato delle esternalità.